# 1099 Figneria
1099 Figneria là một tiểu hành tinh bay quanh Mặt Trời. Ban đầu nó có tên là 1928 RQ. Nó được đặt tên cho Vera Figner.